# La Zézette plaît aux marins
La Zézette plaît aux marins (La dottoressa preferisce i marinai) est un film du genre comédie érotique italienne réalisée par Michele Massimo Tarantini sorti en 1981, avec Alvaro Vitali et Gianni Ciardo comme duo comique.

## Synopsis
Le navire de la Marine italienne sous le commandement de Carlo Morelli (Renzo Palmer) fait escale à Bari. Le commandant  organise un rendez-vous avec sa maîtresse le Dr Paola (Paola Senatore) à l'hôtel, mais c'est son épouse Clara (Marisa Mell) qui arrive. Pendant ce temps, Alvaro (Vitali) et Gianni (Ciardo)  sont témoins d'un meurtre à l'hôtel et se retrouvent au centre d'une conspiration internationale. L'assassin (Gordon Mitchell) veut les éliminer.

## Distribution
- Alvaro Vitali : Alvaro
- Gianni Ciardo : Gianni
- Renzo Palmer : Carlo Morelli
- Paola Senatore : Dr Paola
- Marisa Mell : Clara Morelli
- Gordon Mitchell : L'espion soviétique
- Renzo Montagnani :
- Sabrina Siani :